# Ritchie Blackmore's Rainbow
| Críticas profissionais                                                      | Críticas profissionais |
| Avaliações da crítica                                                       | Avaliações da crítica  |
| Fonte                                                                       | Avaliação              |
| --------------------------------------------------------------------------- | ---------------------- |
| Sputnik                                                                     | link                   |
| allmusic                                                                    | link                   |
| Esta tabela precisa de ser acompanhada por texto em prosa. Consulte o guia. |                        |

Ritchie Blackmore's Rainbow é o álbum de estreia lançado em 1975 pela banda Rainbow. Neste as canções são marcadas pelo estilo característico do guitarrista e fundador da banda Ritchie Blackmore combinado com o ótimo vocal de Ronnie James Dio. A faixa de abertura "Man on the Silver Mountain" resume muito bem a musicalidade da banda, começando com um riff de guitarra que depois é seguido pela entrada dos demais instrumentos e o vocal. As letras do álbum são predominantemente de temática fantástica, falando de reis, castelos e entidades místicas. As canções "Black Sheep Of The Family" e "Still I'm Sad" são covers das bandas Quatermass e Yardbirds respectivamente.

## Faixas
Todas as faixas foram escritas por  Ritchie Blackmore e Ronnie James Dio, exceto onde anotado. 
| Lado A |                                                   |                |         |  |
| N.º    | Título                                            | Compositor(es) | Duração |  |
| 1.     | "Man on the Silver Mountain"                      |                | 4:42    |  |
| 2.     | "Self Portrait"                                   |                | 3:17    |  |
| 3.     | "Black Sheep of the Family" (cover de Quatermass) | Steve Hammond  | 3:22    |  |
| 4.     | "Catch the Rainbow"                               |                | 6:27    |  |

| Lado B |                                          |                                 |         |  |
| N.º    | Título                                   | Compositor(es)                  | Duração |  |
| 5.     | "Snake Charmer"                          |                                 | 4:33    |  |
| 6.     | "The Temple of the King"                 |                                 | 4:45    |  |
| 7.     | "If You Don't Like Rock 'n' Roll"        |                                 | 2:38    |  |
| 8.     | "Sixteenth Century Greensleeves"         |                                 | 3:31    |  |
| 9.     | "Still I'm Sad" (cover de The Yardbirds) | Paul Samwell-Smith, Jim McCarty | 3:51    |  |

## Créditos
Banda
- Ronnie James Dio - Vocal
- Ritchie Blackmore - Guitarra
- Micky Lee Soule - Teclados
- Craig Gruber - Baixo
- Gary Driscoll - Bateria

com
- Shoshana – backing vocals

Produção
- Produzido por Ritchie Blackmore, Martin Birch, Ronnie James Dio
- Mixado por Martin Birch
- Gravado no Musicland Studios, Munique, Alemanha, 20 de fevereiro – 14 de março de 1975

## Desempenho nas paradas
| Ano  | Parada musical            | Posição |
| ---- | ------------------------- | ------- |
| 1975 | UK Albums Chart           | 11      |
| 1975 | Swedish Albums Chart      | 24      |
| 1975 | Billboard 200 (USA)       | 30      |
| 1975 | New Zealand Albums Charts | 40      |
| 1975 | RPM100 Albums (Canada)    | 83      |

## Certificações
| País | Organização | Ano  | Vendas          |
| UK   | BPI         | 1975 | Prata(+ 60.000) |